# Tyler Hilton
Tyler Hilton est un chanteur et acteur américain né le 22 novembre 1983 à Palm Springs en Californie.

## Biographie
Tyler Hilton naît le 22 novembre 1983 à Palm Springs en Californie. Il est élevé à Bermuda Dunes, en Californie, dans une famille de musiciens. Il commence très tôt l'apprentissage des chansons d'Elvis Presley. Il déménage au Bay Area de la Valley de Coachella où il fait ses études secondaires. Pendant les weekends, il se rend dans les bars du quartier pour donner des concerts.
À seize ans, il entend à la radio locale qu'elle offre des billets pour un concert de Jonny Lang. Il téléphone à la station de radio et chante a cappella un morceau de Jonny Lang. Les animateurs, très impressionnés, lui offrent de participer à leur concert de Noël. Peu après, Maverick Records a des échos d'Hilton. Ils lui offrent de signer un contrat, ce qu'il fait. L'album The Tracks of Tyler Hilton est enregistré rapidement et paraît le 28 septembre 2008.
Depuis la sortie de son premier album, Hilton s'est aventuré dans le métier d'acteur, en étant tout d'abord guest-star de la série TV de la chaîne The WB Les Frères Scott en jouant le talentueux mais quelque peu arrogant Chris Keller. Plus tard, la Fox lui fait passer une audition pour le film Walk the Line où il obtient le rôle d'Elvis Presley. Il apparaît également dans le clip Teardrops on My Guitar de la chanteuse Taylor Swift. Il reprend son rôle de Chris Keller dans la neuvième et dernière saison des Frères Scott diffusé en janvier 2012.

## Vie privée
Tyler Hilton sort depuis Juillet 2006 avec l'actrice Megan Park (La Vie secrète d'une ado ordinaire) qu'il a rencontré sur le tournage du film Charlie Bartlett. Ils se sont fiancés en décembre 2013, Tyler Hilton lui a offert la bague de son arrière-grand-mère. Tyler et Megan se sont mariés le 10 octobre 2015. Le 6 février 2020, son épouse annonce par son compte Instagram la naissance de leur premier enfant, une fille prénommée Winnie. Le 9 juillet 2024, Megan annonce la naissance de leur fils Bennett né quelques jours plus tôt. 

## Filmographie

### Cinéma
- 2005 : Walk the Line de James Mangold : Elvis Presley
- 2008 : Charlie Bartlett de Jon Poll : Murphy Bivens
- 2024 : Mon futur moi (My Old Ass) de Megan Park

### Télévision

#### Téléfilms
- 2013 : Autant en emporte Noël (Christmas on the Bayou) de Leslie Hope : Caleb
- 2016 : The Fluffy Shop de Ted Wass : Tyler
- 2018 : La Proposition de Noël (The Christmas Contract) de Monika Mitchell : Tyler Hilton
- 2019 : Un baiser pour Noël (A Christmas Wish) de Emily Moss Wilson : Wyatt

#### Séries TV
- 2004-2006 et 2012 : Les Frères Scott (One Tree Hill) (série télévisée, 29 épisodes) : Chris Keller (voix VF : Christophe Lemoine)
- 2004 : Mes plus belles années (série télévisée, 1 épisode) : Folk Singer
- 2011 : Single Ladies (série télévisée, 6 épisodes) : Reed Durham
- 2014 : Extant (série télévisée, 8 épisodes) : Charlie Arthurs
- 2014 : Castle (série télévisée, 1 épisodes) : Tobias
- 2016 : Pitch (série télévisée, 2 épisodes) : Noah

## Discographie

### Albums

#### Tyler Hilton(2000)
1. Not Getting Your Name 5:01
2. Nora Marie 6:15
3. I Believe We Can Do It 4:49
4. Someone Like You 4:05
5. Up Late Again 2:08
6. It's Always the Same 5:12
7. Shy Girl 4:29
8. It's Only Love 2:37
9. If I'm Not Right 3:52
10. New York Can Wait 3:07
11. Last Promise 3:53
12. Don't Blame Me 3:39
13. Meant Something to Me 2:50

#### The Tracks of Tyler Hilton(2004)
1. When It Comes 3:45
2. The Letter Song 3:28
3. Glad 3:32
4. Rolling Home 4:24
5. Pink and Black 3:31
6. Our Time 3:45
7. Kiss On 3:22
8. Slide 3:40
9. You, My Love 6:19
10. Insomnia 4:21
11. Picture Perfect 3:07

#### Forget The Storm(2012)
1. Kicking My Heels 4:17
2. Prince of Nothing Charming 3:58
3. Loaded Gun 3:40
4. You'll Ask for Me (Alternate/Full Studio Version) 4:02
5. Jenny feat. Elizabeth Huett 3:52
6. Can't Stop Now 4:05
7. Ain't No Fooling Me 3:47
8. Leave Him 4:36
9. I Belong 3:54
10. Hey Jesus 2:25

#### Indian Summer(2014)[4]
1. One More Song
2. That Kind of Night
3. Indian Summer
4. This Is Where My Heart Breaks
5. I Want To Be In Love So Bad
6. Studio Chatter 1
7. Give Me That Summer
8. California
9. Time's a Wastin'
10. Just Might Be Tonight
11. Only Ones Left In The World
12. Studio Chatter 2
13. I See Home (Live)

### EPs

#### Better on Beachwood(2009)
1. Tore the Line 3:31
2. Don't Forget All Your Clothes 5:04
3. I Believe in You (acoustic)" 4:09

#### Ladies & Gentlemen(20 avril 2010)
1. Sunset Blvd 3:44
2. I Believe in You 4:12
3. This World Will Turn Your Way 4:06
4. Keep On 3:21
5. June 3:33

### Autres chansons
- How Love Should Be
- Missing You (Friends With Benefit : Volume 2)
- When the Stars Go Blue (Featuring Bethany Joy Lenz) (One Tree Hill : Volume 1)
- You'll Ask For Me (The Road Mix : Volume 3)
- Gloria
- Downtown
- I've Just Seen a Face
- I'd Rather Be Lonely
- Milk Cow Blues (Walk the Line)
- Ain't a Thing
- Overnight
- Whoever You Are
- What Do You Want From Me
- Won't Back Down
- Say It Like a Lie
- Keep on